# 알리 압바시
알리 압바시(페르시아어: علی عباسی,  영어: Ali Abbasi, 1981년 ~ )는 이란, 스웨덴의 영화 감독, 영화 각본가이다. 2018년 영화 《경계선》을 통해 칸 영화제 주목할 만한 시선 대상을 수상했다.

## 작품 목록
- M for Markus (2011, 단편)
- 셸리 (2016)
- 경계선 (2018)
- 성스러운 거미 (2022)
- 어프렌티스 (2024)